# Матевосян Рафаель Матевосович
Рафаель (Рафік) Матевосович Матевосян (нар. 18 лютого 1929, Ерівань, Вірменська РСР, ЗСФРР — пом. 1993) — радянський футболіст, воротар.

## Життєпис
З 1947 року – у складі «Динамо» (Єреван). Виступав за команди БО/ОБО Тбілісі (1950-1951 — КФК, 1952-1953, 1954-1955), «Торпедо» Москва (1953-1954, 1955-1956), «Нафтовик» Краснодар (1954), «Харчовик» Одеса (1955), «Спартак»/«Арарат» Єреван (1956-1964).
У чемпіонаті СРСР зіграв 83 матчі (1953, 1955—1956, 1960—1963) за «Торпедо» та «Спартак»/«Арарат». Перший матч на найвищому рівні провів 4 липня 1953 року, коли у виїзному матчі проти московського «Спартака» (1:7) вийшов у стартовому складі та був замінений за рахунку 1:4.
Учасник Спартакіади народів СРСР 1956 року у складі збірної Вірменської РСР.
Півфіналіст Кубку СРСР 1962 року.
Нагороджений почесною грамотою Президії ЗС СРСР.